# Piranha (1978)
"Piranha" is een Amerikaanse horrorfilm van Joe Dante uit 1978.

## Verhaal
Twee tieners besluiten 's nachts in een verlaten militair domein te gaan zwemmen. Ze worden echter aangevallen door een onzichtbare kracht en verdwijnen onder water. Er gaat een licht aan en een bewaker onderzoekt het lawaai, maar hulp kan niet meer baten. Een verstrooide verzekeringsonderzoeker Maggie McKeown besluit de zaak te onderzoeken met hulp van een slonzige dronkenlap, Paul Grogan, als gids. Ze ontdekken dat er in het verlaten militaire domein diverse vreemde wezens op sterk water zijn gezet en er duidelijk ook iemand woont. Maggie ontdekt hoe ze het zwembad moet laten leeglopen en besluit dit ook te doen om de bodem te kunnen onderzoeken. Net op dat moment wordt ze door een geheimzinnige man aangevallen die haar wil tegenhouden. Paul schakelt hem uit, doch de aanvaller ontsnapt opnieuw en steelt hun jeep. Bij gebrek aan oriëntatie verongelukt hij de wagen en verliest het bewustzijn. 's Anderendaags bekent hij dat hij een school piranha's kweekte en dat Maggie ze allemaal in de rivier heeft losgelaten...

## Rolverdeling
| Acteur              | Personage       |
| ------------------- | --------------- |
| Bradford Dillman    | Paul Grogan     |
| Heather Menzies     | Maggie McKeown  |
| Kevin McCarthy      | Dr. Robert Hoak |
| Keenan Wynn         | Jack            |
| Dick Miller         | Buck Gardner    |
| Barbara Steele      | Dr. Mengers     |
| Belinda Balaski     | Betsy           |
| Melody Thomas Scott | Laura Dickinson |
| Bruce Gordon        | Colonel Waxman  |
| Barry Brown         | een Trooper     |
| Paul Bartel         | Mr. Dumont      |
| Shannon Collins     | Suzie Grogan    |

## Opvolgers
De film was een succes en kreeg in 1981 een opvolger: Piranha II: The Spawning. In 1995 volgde een nieuwe versie: Piranha (1995) en in 2010 (Piranha 3-D) en 2011 ook (Piranha 3DD).